# Fjord d'Ammassalik
Ne doit pas être confondu avec Ammassalik ou Île d'Ammassalik.
Le fjord d'Ammassalik, également connu sous le nom d'Ammassaliip Kangertiva, en groenlandais, est un fjord situé au sein de la municipalité de Sermersooq, dans le sud-est du Groenland. Avec ceux de Sermiligaaq et de Sermilik, il constitue l'un des trois principaux fjords de la région de Tasiilaq,,.
Le fjord s'étend d'est en ouest sur une longueur de 26 milles, soit environ 42 km. Il est encadré par la partie orientale de l'île d'Ammassalik, à l'ouest et par la partie occidentale de l'île de Kulusuk, à l'est. Son embouchure est située au point de coordonnées géographiques 65° 33′ N, 37° 22′ O. Le fjord possède une profondeur minimum d'environ 60 m au niveau de son embouchure et des profondeurs dépassant les 100 m en son centre,.